# Сатурн в культуре
Сатурн стал, как и другие планеты Солнечной системы, темой некоторых научно-фантастических книг. Кроме того, в литературе часто упоминается его спутник Титан, потому что он имеет плотную атмосферу, а его поверхность состоит из углеводородов. Его также часто называют «заправочной станцией» для будущих космических полётов или сырьевой базой для завоевания внешней части Солнечной системы.

### Название планеты

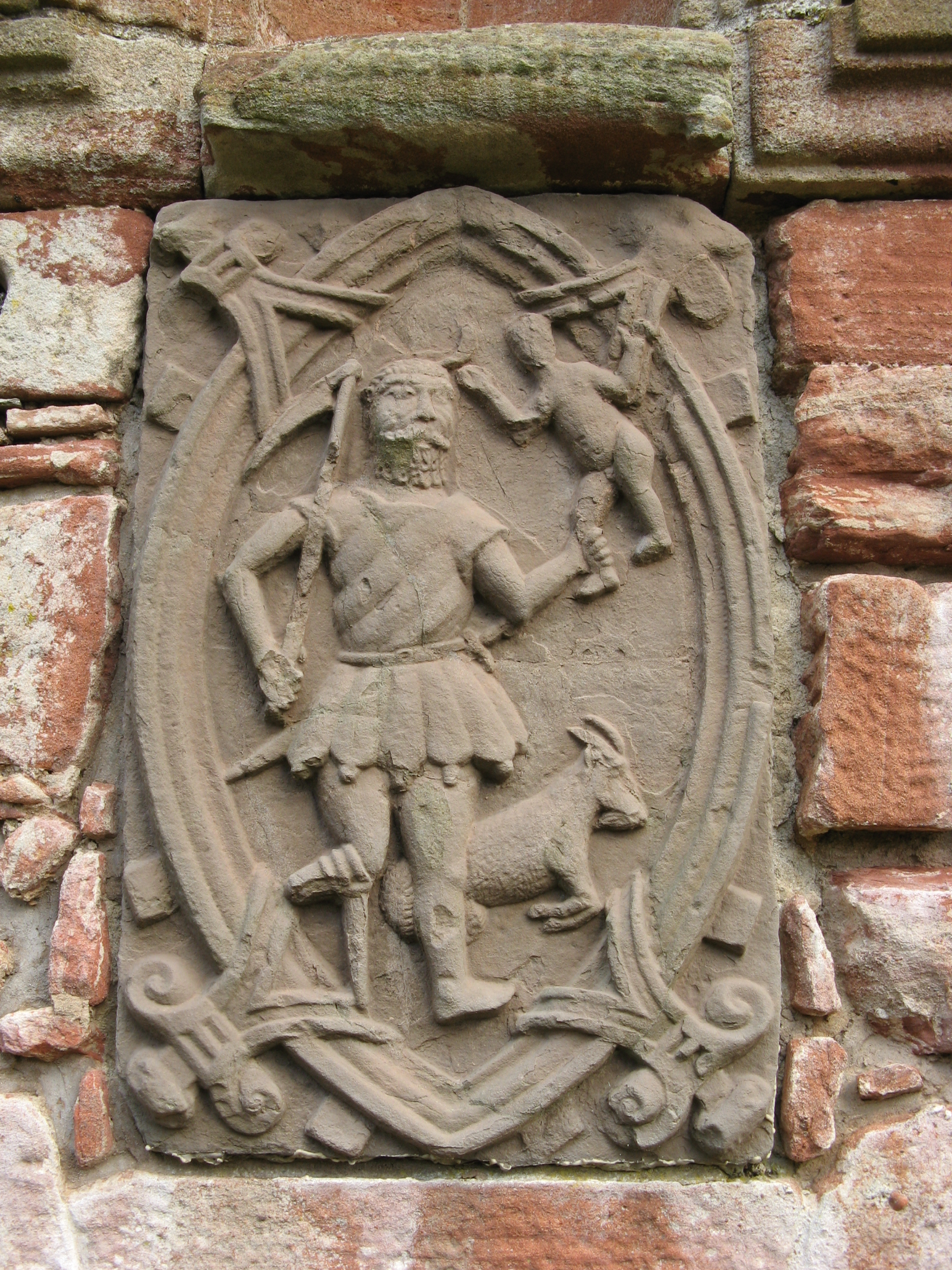
Изображение бога Сатурна на стене замка Эдзел

В древнем Вавилоне планету называли Кайману и сопоставляли с богом Ниниб (Нинурта).
По Цицерону, древние греки называли Сатурн (звезду Сатурна) Φαίνων (Фенон / Фаэнон / Фэйнон Фоцифер («сияющий»), Файнон).
Гигин сообщает, что также называлась звездой Солнца.
В индийской мифологии планете Сатурн соответствует Шани.
Тимуридский поэт Алишер Навои называл в одном месте Сатурн злой планетой Кейван (Kayvon) (Хамса, I:XLII), а в другой Зуҳал.

### В оккультизме
В оккультизме Сатурн соотносится со сфирой Бина. (См. также Халдейский ряд).
Братство Сатурна (лат. Fraternitas Saturni, FS, ФС) — германский оккультный орден, основанный Евгением Гроше в 1928 году.

## Сатурн в научной фантастике
- Кольца Сатурна упоминаются в повести братьев Стругацких «Стажёры». По мнению одного из героев романа, планетолога Юрковского, кольца имеют искусственное происхождение[8].
- На Япете разворачиваются события второй части романа Сергея Павлова «Лунная радуга». Япету же посвящён рассказ Павлова «Ручей на Япете».
- В рассказе Станислава Лема «Дознание пилота Пиркса», по которому также был снят фильм, совместная экспедиция людей и роботов летит именно к Сатурну. Их корабль едва не гибнет, проходя на огромной скорости через кольца Сатурна.
- В книге Артура Кларка «2001: Космическая одиссея» рассказывается об экспедиции на спутник Сатурна Япет, куда направлен сигнал от таинственного «чёрного монолита» — объекта, созданного инопланетным разумом. Впоследствии по этой книге Стэнли Кубриком был снят одноимённый фильм, однако в нём действие перенесено в систему Юпитера.
- Титан также упоминается в книге чешского писателя Иржи Кулханека «Стронций»[9].
- Сатурн становится темой фильма «Сатурн-3», в которой рассказывается история о малых научных станциях на поверхности Титана, где к двум учёным прилетает безумец-исследователь Бенсон[10].
- После известного анекдота в обиход прочно вошла фраза «Сатурну больше не наливать».

## Сатурн в мультфильмах, компьютерных играх и фольклоре
- В манге и аниме-мультсериале «Сейлор Мун» планету Сатурн олицетворяет девушка-воительница Сейлор Сатурн, она же Хотару Томоэ. Её атака заключается в силе разрушения. Сейлор Сатурн является воином рождения и смерти[11].
- В игре Dead Space 2 действие происходит рядом с Сатурном на космической станции, которая находится на осколках Титана. Сатурн и его кольца можно увидеть в данной игре как из иллюминатора космической станции, так и в открытом космосе, выполняя поставленные задачи[12][13][14].
- В мультфильме «Губка Боб в 3D» Боб и Планктон перемещаются на 10 тыс. лет в будущее и видят, как сталкиваются Сатурн и Юпитер.
- В аниме «Космическая Стеллвия» решающее сражение с т. н. «космическим разрывом» происходит в районе Сатурна.

## Комментарии
1. ↑  Та [планета], которую называют звездой Сатурна, а греки — Φαίνων, самая далекая от Земли, совершает свой путь приблизительно за тридцать лет, причем в этом пути она движется самым удивительным образом, то впереди [Солнца], то отставая [от него], то скрывается в вечернее время, то снова появляется в утреннее. Цицерон. О природе богов II 52 Архивная копия от 7 августа 2019 на Wayback Machine
2. ↑  
Говорят, что вторая звезда — Солнца, но другие называют её звездой Сатурна. Эратосфен утверждает, что она получила имя от сына Солнца, Фаэтона. Многие рассказывают, что он без позволения отца управлял колесницей и стал падать на землю. Поэтому Юпитер поразил его молнией, и он упал в Эридан; затем Солнце поместило его среди звезд. Гигин. Астрономия Архивная копия от 28 июля 2019 на Wayback Machine II 42 Архивная копия от 28 июля 2019 на Wayback Machine